# Rosa Funtané i Vilà
Rosa Funtané i Vilà (Badalona, Barcelonès, 26 de juny de 1962) és una mestra i política catalana.
Mestra del cós de funcionaris de la Generalitat de Catalunya, amb un MBA en creació d'empreses i un Postgrau en gestió i administració del sistema educatiu, també ha estat tècnica en consum, i de promoció econòmica per a la Generalitat i diferents ajuntaments catalans.
Entre els anys 2007 i 2011 fou Primera tinent d'alcalde i regidora de participació ciutadana, cultura i ensenyament a l'Ajuntament de Montgat. L'any 2015 fou elegida alcaldessa de Montgat, com a cap de llista d'Esquerra Republicana, càrrec que revalidà el maig del 2019, després de ser la llista més votada, però que, en no tenint majoria absoluta, una moció de censura de diferents grups polítics de l'oposició li arrabassà l'alcaldia.
L'any 2015 també fou elegida Diputada de la Diputació de Barcelona, càrrec que ocupà fins al 2019 i que revalidà des d'aquest any. En l'àmbit de la militància política ha estat secretària de finances i secretària d'organització a la comarcal d'Esquerra Republicana de Catalunya (ERC) al Maresme.